# Академічна вулиця (Харків)
Академічна вулиця — вулиця у Харкові, у Київському районі, в історичної місцевості П'ятихатки. Вулиця починається від проспекту Академіка Курчатова, перетинає Т-подібне перехрестя з вулицею Академіка Вальтера і закінчується глухим кутом біля стін Харківського фізико-технічного інституту. Вулиця заснована в 1960-ті роки.

## Об'єкти

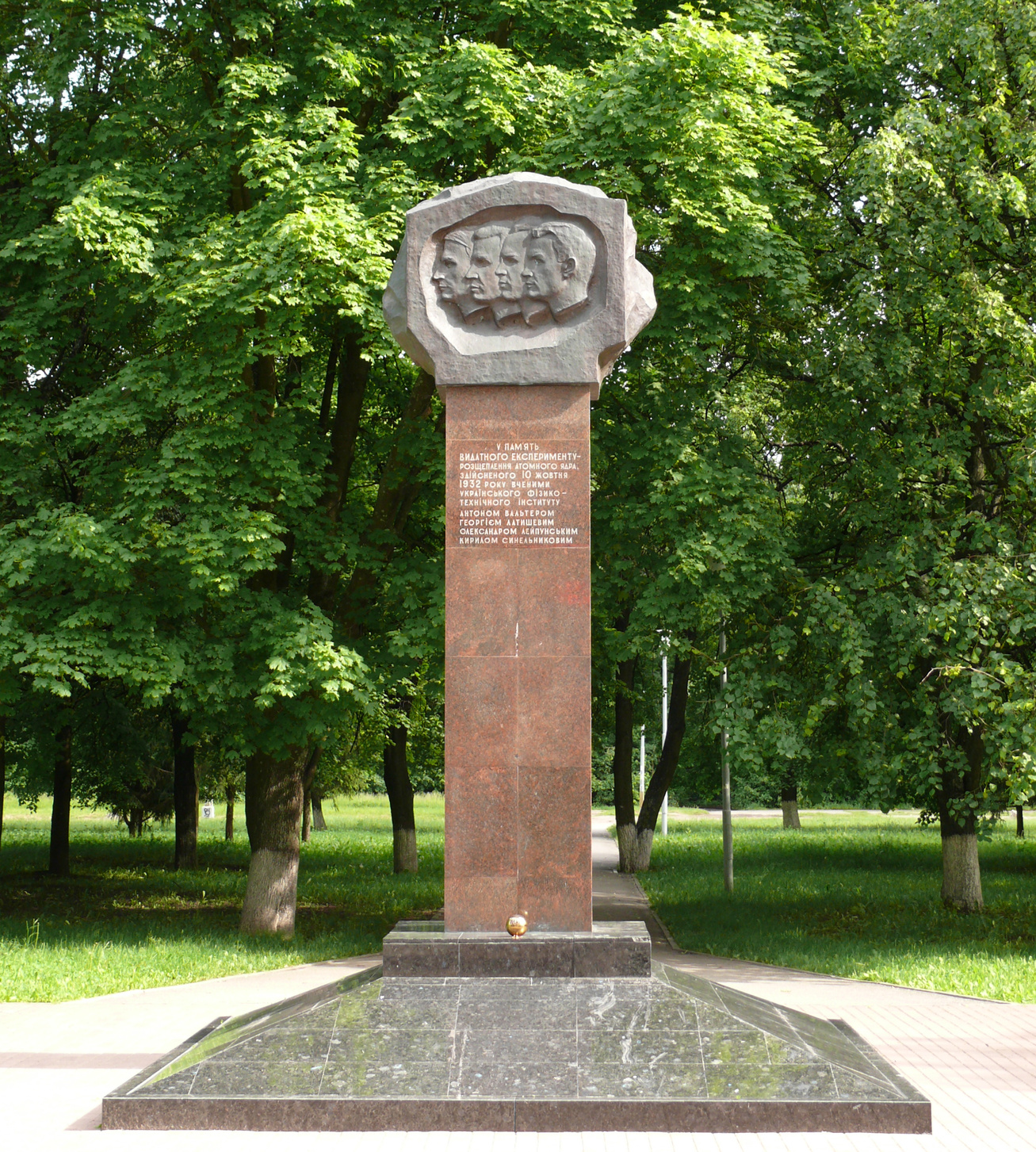
Пам'ятник на честь першого в СРСР розщеплення атомного ядра

- У сквері на початку вулиці, перед головним входом до Харківського фізико-технічного інституту, стоїть пам'ятник на честь першого в Радянському Союзі розщеплення атомного ядра, здійсненого 10 жовтня 1932 року співробітниками Харківського фізико-технічного інституту (на той час - Українського фізико-технічного інституту, УФТІ) - Вальтером, Латишевим, Лейпунськи і Синельниковим. Іменами учасників цього експерименту також названі вулиці в П'ятихатках - вулиці Академіка Вальтера, Латишева, Лейпунського і Академіка Синельникова.
- Буд. 1. Харківський фізико-технічний інститут
- Буд. 2. Дошкільний навчальний заклад № 22
- Буд. 4. Дошкільний навчальний заклад № 25
- Укрпошта, відділення 61108
- Пожежна частина